# Musée municipal d’Helsinki
Le musée municipal d’Helsinki (en finnois : Helsingin kaupunginmuseo) est un musée d'histoire situé à Helsinki.
Le musée présente l'histoire de la ville d’Helsinki.
Il sert aussi de musée régional du centre de l'Uusimaa dont la fonction est de présenter les municipalités de l'Uusimaa: (Espoo, Vantaa, Kauniainen, Tuusula, Järvenpää, Kerava, Nurmijärvi et Hyvinkää).

## Le musée et ses annexes
- Musée municipal d’Helsinki, no 4 rue Sofiankatu, Kruununhaka.
- Maison Sederholm, no 18 rue Aleksanterinkatu, Kruununhaka.
- Villa de Hakasalmi, no 2 rue Karamzininkatu, Etu-Töölö.
- Maison bourgeoise, (no 12 rue Kristianinkatu, Kruununhaka.
- Musée du Tramway, no 51 rue Töölönkatu, Taka-Töölö.
- Manoir de Tuomarinkylä, Tuomarinkylä.
- Musée du logement des travailleurs, no 4 rue Kirstinkuja, Alppila.

## Le bâtiment principal
Le bâtiment conçu par l'architecte Lars Sonck est terminé en 1913, il abrite d'abord de département de vente de matériaux de construction de Stockmann. Plus tard il héberge le siège de la police d’Helsinki.  
Depuis 1988, il est transformé en musée.
Le bâtiment héberge la boutique du musée, spécialisée dans les livres concernant Helsinki, et le cinéma Kino Engel dont la petite salle présente des films historiques sur des sujets liés à Helsinki.

## Expositions
- À l'horizon d'Helsinki, exposition présentant une vue générale d’Helsinki, de sa fondation à nos jours, jusqu'au 28 août 2011.
- Fou d'Helsinki, du 6 juin 2013 au 31 décembre 2015[2].